# Douwe Egberts
Douwe Egberts é uma empresa holandesa de que processa e vende chás, café e outros alimentos. A empresa foi fundada em 1753 por Egbert Douwes e Akke Thijsses. Esta presente em 18 países e possui uma rede distribuidora global em 27 países em, no Brasil é dona de marcas como a Pilão, Damasco, Caboclo, Café do Ponto e Palheta.
Em 1978 é vendida a empresa americana Consolidated Foods Corporation que por sua vez e em 1985 foi vendida ao grupo também americano Sara Lee Corporation, mas manteve a marca  Douwe Egberts nos produtos.
Em julho de 1998 vendeu a sua divisão de Tabaco ao grupo Britânico Imperial Tobacco.
Em junho de 2012 a Sara Lee Corporation foi extinta e divida em duas companhias sucessoras e a Douwe Egberts foi uma das sucessoras e também voltou a ser uma empresa independente depois de 34 anos e a sua razão social passa a ser D.E. Mestre Blenders 1753 NV.
Em abril de 2013 o empresário alemão Johann A. Benckiser comprou 100% da empresa por 7,5 bilhões de euros ou 9,8 bilhões de dólares e em novembro de 2013 comprou a empresa de café Norueguesa Kaffehuset Friele.
Em maio de 2014 a empresa americana Mondelēz International fundiu a sua divisão de cafés com a Douwe Egberts com isso foi criada a joint-venture Jacobs Douwe Egberts que tem sede na Holanda e será de propriedade da Douwe Egberts com 51% e a Mondelēz ficará com 49%.

## JDE no Brasil
A JACOBS DOUWE EGBERTS (JDE) é uma companhia global, que ao longo de mais de 265 anos de história, se tornou a maior empresa especializada em café e chá do mundo e segunda maior empresa de café no Brasil, líder em estados como São Paulo e Rio de Janeiro.  
No Brasil, a JDE é conhecida por suas marcas Pilão, L’OR, Café do Ponto, Damasco, Caboclo, Café Pelé, Moka, Senseo e Bom Taí. A companhia entrega um café para cada xícara, nas categorias torrado e moído, grãos, solúveis e cápsulas.  
São cerca de 1.500 associados no país, comprometidos com o propósito de despertar as possibilidades de café e chá para criar um futuro melhor. Presentes em todas as regiões do país, esses times são guiados pelos valores corporativos de disciplina, simplicidade, comprometimento, solidariedade e empreendedorismo. 
Com sede na Holanda e com unidades em mais de 100 países, a JDE Brasil tem sua matriz localizada em Barueri (SP) e também conta com um escritório em Santos (SP) e com três fábricas: em Jundiaí (SP), em Salvador (BA) e em Piumhi (MG).  

## Cronologia

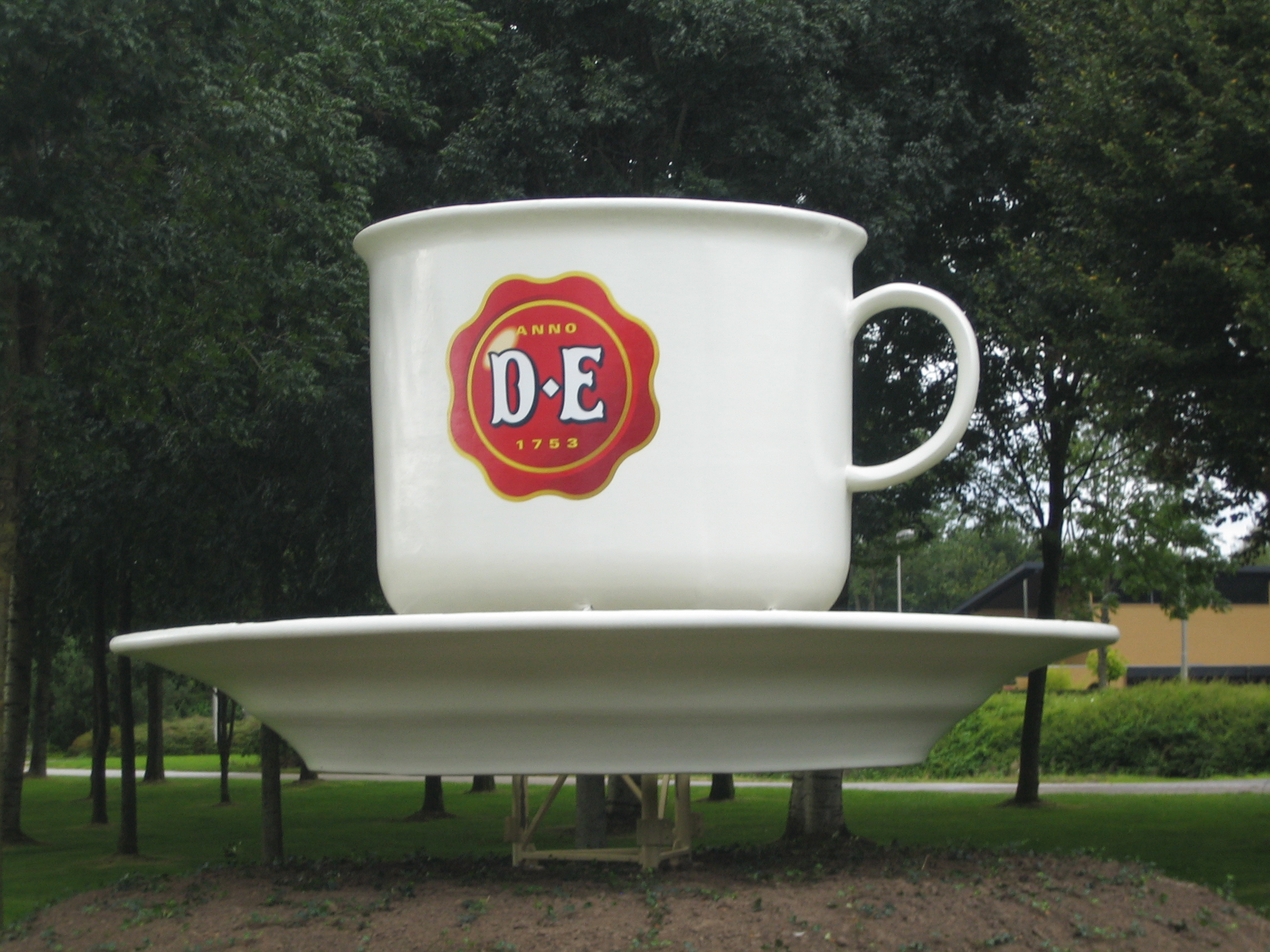
Xícara gigante na entrada da empresa

- 1753 - Egbert Douwes e Akke Thijsses criam uma mercearia em na cidade holandesa de Joure, chamado de Witte Os.
- 1780 - A empresa é transferida para seu filho mais velho Douwe Egberts. Suas principais atividades são de processamento e comércio de café, chá e tabaco.
- 1948 - Inicia as suas vendas na Bélgica, França, Espanha e Dinamarca.
- 1968 - A holding, Douwe Egberts Koninklijke é fundada.
- 1969 - A DE compra a Kanis & Gunnink, outra fabricante de café holandesa.
- 1978 - A DE é vendida a empresa americana Consolidated Foods Corporation.
- 1985 - Consolidated Foods é vendida a Sara Lee Corporation e a Douwe Egberts passa a ser uma subsidiária dela.
- 1989 - A DE adquire a Van Nelle, sua principal concorrente holandêsa no café, chá e tabaco.
- 1998 - Os negócios de tabaco (e as marcas Drum, Van Nelle, Ânfora e Winner) são vendido ao grupo Britânico Imperial Tobacco.
- 2001 - A empresa se associa com a Philips para criar e produzir a empresa de máquinas de café Senseo.
- 2012 - Depois de 34 anos a Douwe Egberts torna-se uma empresa holandesa independente, negociadas sob o nome DE Mestre Blenders 1753 NV, após ser desmembrada da Sara Lee Corporation
- 2012 - Philips vende a sua participação na Senseo para a DE por €170 milhões.[12]
- 2012 - DE compra a marca brasileira Café Damasco por R$ 100 milhões.[13]
- 2013 - O investidor alemão Johann A. Benckiser comprou a Douwe Egberts por 9,8 bilhões de dólares e nomeia nova gestão e fecha o capital da empresa no mercado de ações, no mesmo ano compra a fabricante de café da Noruega Kaffehuset Friele.
- 2016 - A DE compra a Super Group Ltd, empresa alimentícia de Singapura.[14]
- 2016 - DE compra a marca brasileira Café Seleto.[15]
- 2017 - DE compra a marca brasileira Café Pelé.[16]

## Marcas da Empresa
- Douwe Egberts (café)
- Pickwick (chá)
- Horniman's (chá)
- Natrena (adoçantes artificiais)

Logo do grupo Jacobs Douwe Egberts

- Merrild (café, marca usada na Dinamarca e Islândia)
- Kanis & Gunnink (café)
- Senseo (fabricante de maquinas de café)
- Douwe Egberts Coffee Systems (fornecimento de bebidas)
- Douwe Egberts Coffee Care (fornecimento de bebidas)
- Piazza d'Oro (café expresso)
- Cafitesse (concentrados e manejo do café)
- Moccona (café instantâneo)
- Cafe Switch (café espumoso)
- Cafe Pilão (marca de café no Brasil)
- Café Caboclo (marca de café no Brasil)
- Café do Ponto (marca de café no Brasil)
- Café Seleto (marca de café no Brasil)
- Harris (marca de Café e filtro de papéis na Austrália)
- Maison du Café (Café, marca usada somente na França)
- Caffiato, (Cappuccino)
- Marcilla (marca de café usada somente na Espanha)
- Friele (marca de café usada somente na Noruega)